# トク・ピシン
トク・ピシン（Tok Pisin、トク・ピジンやネオ・メラネシア語とも）とは、英語を土台としたクレオール言語の一つであり、パプアニューギニアの公用語の一つである。約120万人がトク・ピシンを第一言語として使用し、300万人から400万人程度が第二言語として使用していると見られている。
トク・ピシンとは、「ピジン言語」（tok＝単語・言語、pisin＝ピジン）を意味する。

## 成立の背景
トク・ピシンの成立は、クイーンズランドやその他の島々にプランテーションのため送り込まれた、様々な言語を母語としていた太平洋諸島の労働者が接触したことに始まる。互いの意思疎通を図るために、主に英語を元にしたピジン言語を築いていく。このピジン言語は、ドイツ語やポルトガル語、オーストロネシア系の言語（連れてこられた労働者の様々な母語）からも取り込んで発展していく。この英語を土台としたピジン言語は、ニューギニアがドイツ統治下に置かれた時期にトク・ピシンとして確立することになる（当時は、ドイツ語を土台とした、別のピジン言語も存在した）。
このトク・ピシンは、支配する側と支配される側の意思疎通言語として、そして母語が違う者同士の共通言語として、つまりリングワ・フランカとして機能するようになる。同様に発展していくピジン言語・クレオール言語には、バヌアツの公用語にもなっているビスラマ語やソロモン諸島で用いられるピジン語がある。

## 言語名別称
- Melanesian English
- ニューギニア・ピジン語（New Guinea Pidgin English）
- ネオ・メラネシア語（Neo-Melanesian）
- Motumotu
- Pisin
- Toaripi
- Neomelanesian
- Pidgin
- Tok Pisin
- Melanesian Pidgin

## 文字
ラテン文字を使用し、基本的には表音的に書き表す（e.g.tisa 'teacher'）。英語の綴りをそのまま借用する場合もある。

## 音素
地域差もあるが、18子音 (b,d,(f),g,(h),(j),k,l,m,n,p,(r),s,t,(v),w,y,ng)・5母音 (a,e,i,o,u) からなる。

## 文法
- 人称代名詞
  - 1人称.単数.　　　　　mi
  - 1人称.双数.除外.　 mitupela
  - 1人称.複数.除外.　 mipela
  - 1人称.双数.包括.　 yumitupela
  - 1人称.複数.包括.　 yumi
  - 2人称.単数.　　　　　yu
  - 2人称.双数.　　　　　yutupela
  - 2人称.複数.　　　　　yupela
  - 3人称.単数.　　　　　em
  - 3人称.双数.　　　　　tupela
  - 3人称.複数.　　　　　ol

　※-tu-を-tri-にかえ、mitripelaとして三数を作る人もいる。
- 名詞

普通、数は特に表現しないか、数詞を用いて表現する事が多い。特に複数形を作りたい場合、3人称複数形代名詞olを用いて、"pik"「豚」に対して"ol pik"「豚たち」とすることができる。3人称複数形代名詞を用いて複数形を作るという現象はピジン言語によく見られるものである。
- 数詞
  - 1  wanpela
  - 2  tupela
  - 3  tripela
  - 4  fopela
  - 5  faipela
  - 6  sikispela
  - 7  sevenpela
  - 8  etpela
  - 9  nainpela
  - 10 tenpela

※-pelaは形容詞を表す接尾辞。数詞は形容詞的に用いられる。人称代名詞のmipelaの-pelaは複数を表しているように見えるため、「複数の意味がある」と言われることもあるが、間違いであり、本来あるべき数詞部分が省略されたのである。
- 形容詞

-pelaという接尾辞を持つものが多い（例： gutpela"good,良い"、bikpela"big,大きい"）が、述語形容詞は-pelaを落とすことがある（例： strongpela man"強い男"、Man i strong."男は強い"）。また、gutpelaの-pelaを落とし、gutとすると、副詞的に"well,良く"の意味で用いられる（例：Mi stap gut."私は元気です。"）。
- 動詞

自動詞と他動詞で形態上の対立があり、他動詞には-imという接尾辞が付く（例：op「あく」opim「あける」）。
Dua i op.「ドアが開いている。」Yu opim dua.「ドアを開けて。」